# Regime Diferenciado de Contratações Públicas
O Regime Diferenciado de Contratações Públicas (RDC) foi uma modalidade de licitação pública criada no Brasil para atender às necessidades de contratações para obras destinadas aos Jogos Olímpicos e Paraolímpicos de 2016, e da Copa do Mundo FIFA de 2014, além de obras de infraestrutura aeroportuária em capitais distantes até 350 quilômetros daqueles eventos esportivos.
Ao ser criada, o RDC acrescentou uma modalidade a legislação de compras para o Poder Público (as três esferas e os três poderes) em vigor no país para compras do Governo. Foi instituído pela Lei nº 12.462, publicada no Diário Oficial da União (DOU) em 5 de agosto de 2011 (edição extra). A modalidade foi revogada pela Lei n° 14.133/21, conhecida como Nova Lei de Licitações, contudo, seus benefícios, como a possibilidade de contratação integrada e semi-integrada, foram incorporados à modalidade denominada Concorrência.